# Cymothoe megaesta
Cymothoe megaesta är en fjärilsart som beskrevs av Otto Staudinger 1889. Cymothoe megaesta ingår i släktet Cymothoe och familjen praktfjärilar. Inga underarter finns listade i Catalogue of Life.